# Generaal-gouvernement Turkestan
Het generaal-gouvernement Turkestan (Russisch: Туркестан генерал-губернаторство; Toerkestanskoe general-goebernatorstvo) of Russisch Turkestan (Russisch: Русский Туркестан; Roesskiej Toerkestan) was een generaal-gouvernement van het keizerrijk Rusland, dat het westelijke deel van Turkestan omvatte. Het omvatte het oasegebied ten zuiden van de Kazachse steppes, maar niet de protectoraten Buchara en Xiva. Het generaal-gouvernement werd geformeerd in 1868 met haar hoofdstad in Tasjkent. Na de Russische Revolutie van 1917 viel het uiteen in meerdere fracties, die na de Russische Burgeroorlog onderdeel werden van de Sovjet-Unie. Qua geschiedenis verschilt het erg van het noordoostelijker gelegen generaal-gouvernement Steppen.

## Voorgeschiedenis
Het Russische Rijk had na de vestigingen in Astrachan en Orenburg verscheidene pogingen ondernomen om het gebied ten zuiden van de steppes ervan in bezit te nemen. Na de mislukte militaire expeditie naar Xiva in 1717 door Aleksandr Bekovitsj-Tsjerkasski, waarbij alle leden van de expeditie werden vermoord of verkocht als slaven, had het Russische Rijk ruim een eeuw slechts matige belangstelling voor het gebied.
Turkestan lag vanaf begin 18e eeuw binnen de invloedssfeer van het Russische Rijk. De drie hordes (jüz; Russisch: жуз) van het Kazachse gebied; de Kleine Horde (Kişi jüz), Middelste Horde (Orta jüz) en Grote Horde (Ulı jüz), kwamen stuk voor stuk langzamerhand onder Russische invloed te staan. In 1732 en 1734 kwamen de Kleine en Middelste Horde onder Russische bescherming te staan, nadat ze om tijdelijke bescherming hadden gevraagd aan de Russische tsaar tegen de verwoestende Oirat-Mongolen onder Khu Urluk. De kozakken stichtten er meerdere steden in die tijd.

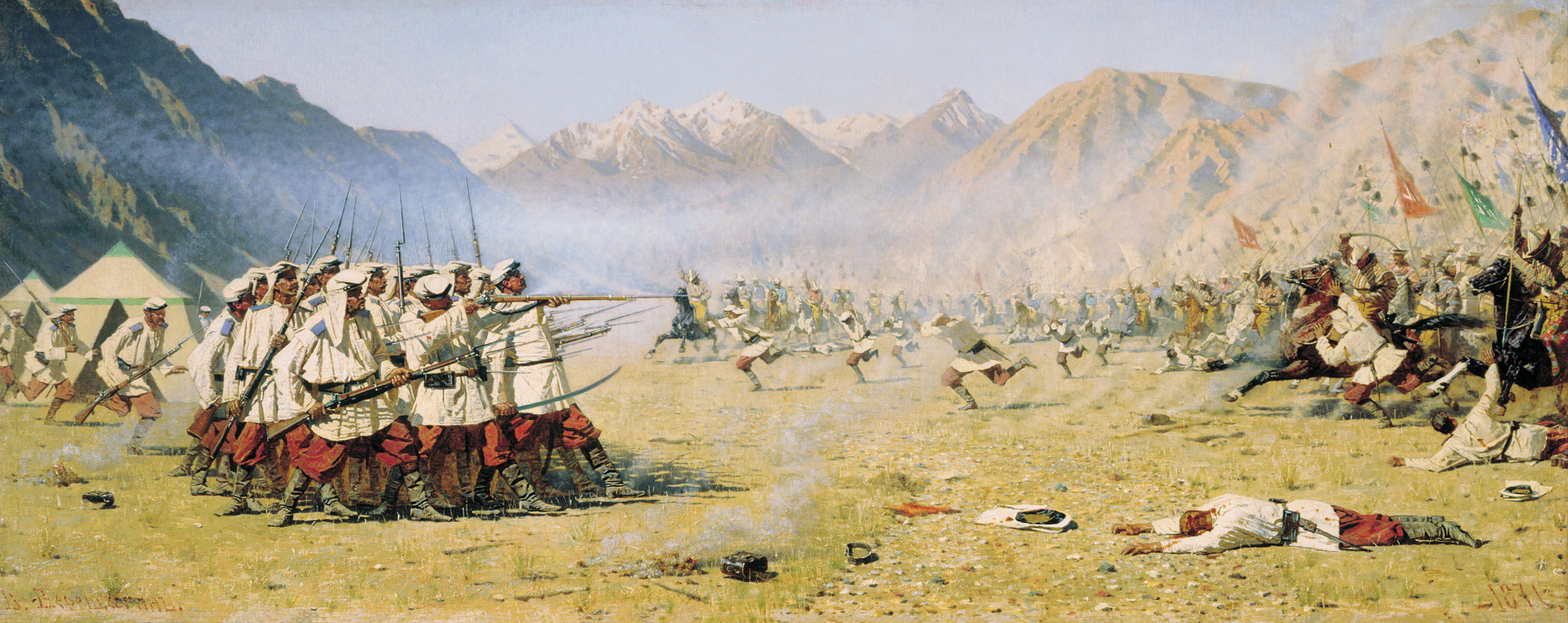
Plotselinge aanval (over de strijd in Turkestan)
Vasili Veresjtsjagin (1871)

Tijdens de Eerste Brits-Afghaanse Oorlog probeerden de Russen in november 1839 gebruik te maken van het feit dat het Britse Rijk het te druk had met deze oorlog, door, als onderdeel van The Great Game een Russische expeditie te sturen naar Chorasmië (het latere kanaat Xiva) onder leiding van de Russische generaal Vasili Perovski van het garnizoen van Orenburg. Deze expeditie, die werd georganiseerd onder het mom van de bevrijding van slaven die aan de Russische grenzen waren gevangen en aan de Kaspische Zee werden verkocht door Turkmeense mensenjagers, had ook als doel om de grenzen verder naar het zuiden te verschuiven. Deze expeditie verliep door pech en het extreem koude weer echter zeer slecht en in februari 1840 moest Perovski terugkeren met meer dan 1.000 man verliezen zonder een schot te hebben gelost.

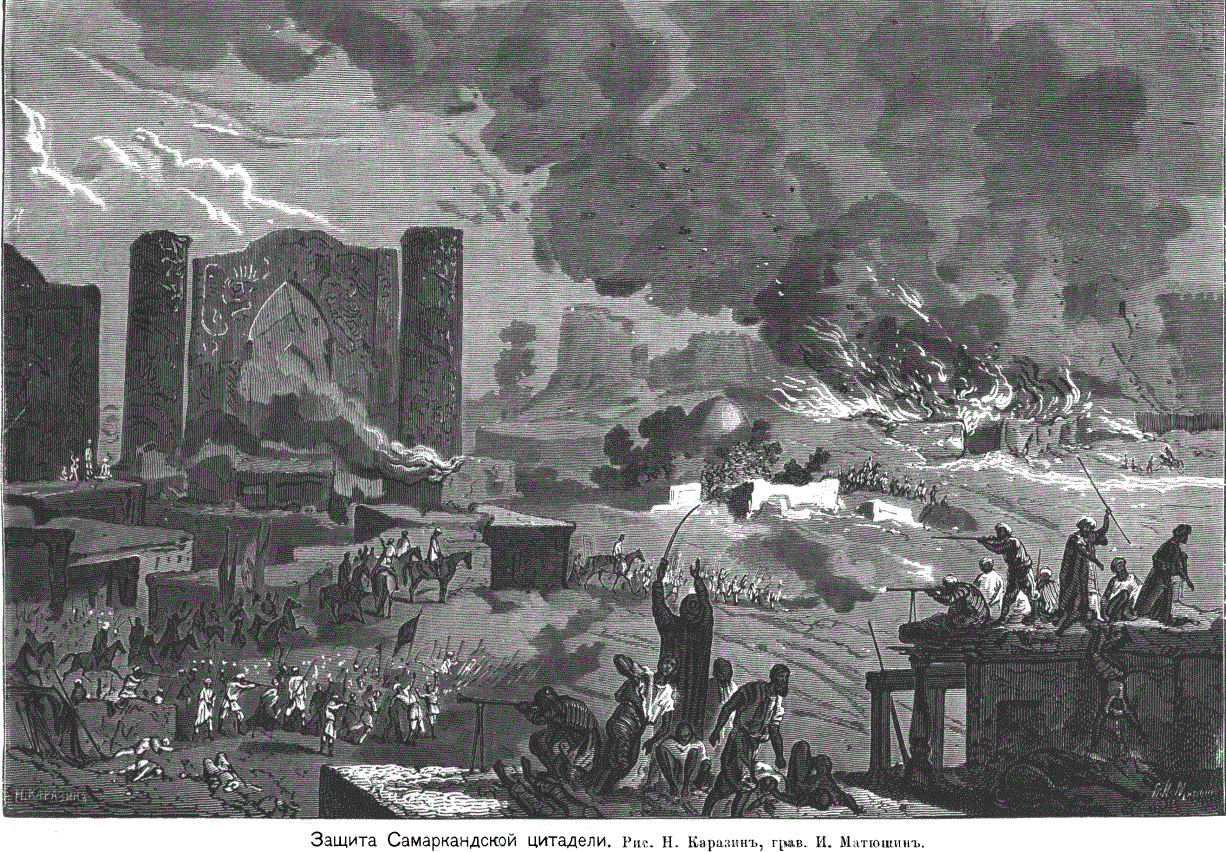
Verdediging van Samarkand in 1868
Uit het Russische tijdschrift "Niva" (1872)

Na de verzwakking van de Qing-dynastie in China en de opstanden in Kokand kwam in 1845 ook de Grote Horde onder Russisch gezag. Toen de Kazachen eenmaal doorhadden dat de Russen zich niet meer terugtrokken uit hun gebied kwam het snel tot een opstand, die echter genadeloos werd neergeslagen. Binnen Centraal-Azië vonden ondertussen in de 19e eeuw een aantal machtswisselingen plaats, waarbij vooral het Kanaat Kokand, dat zich afsplitste van het Emiraat Buchara in 1710 en een eigen kanaat uitriep in 1740, grote gebieden wist te veroveren op het Emiraat Buchara. Kokandse troepen onder Yakub Beg, die zijn eigen rijkje wilde opzetten rond Kashgar, bestookten Russische regimenten langs de rivier Syr Darja in 1852, waarop de Russen onder leiding van Perovski, die ditmaal beter voorbereid was, in hetzelfde jaar de Transoxaanse vesting Aq-Masjid (nu Qızılorda) van het Kanaat van Kokand aanvielen en veroverden. Dit vormde het begin van een snelle Russische opmars door Centraal-Azië, waarbij het kanaat binnen een tijdsbestek van 25 jaar helemaal werd veroverd. In 1865 werd de stad Tasjkent ingenomen door de Russische bevelhebber Tsjernjajev. Vanaf dat moment wordt het gebied traditioneel beschouwd als "Russisch Turkestan" en werd het gebied hernoemd naar oblast Turkestan (onderdeel van het generaal-gouvernement Orenburg). Na Tasjkent werden achtereenvolgens ook Choedzjand, Jizzax en Oera-Tjoebe en uiteindelijk de hoofdstad Samarkand en de regio rond de rivier Zeravsjan veroverd op het Emiraat Buchara in 1868. Daarnaast werd er gebied van het generaal-gouvernement Kaukasus en de door Rusland veroverde gebieden van het Kanaat Kokand en de Qom-dynastie.

## Het generaal-gouvernement

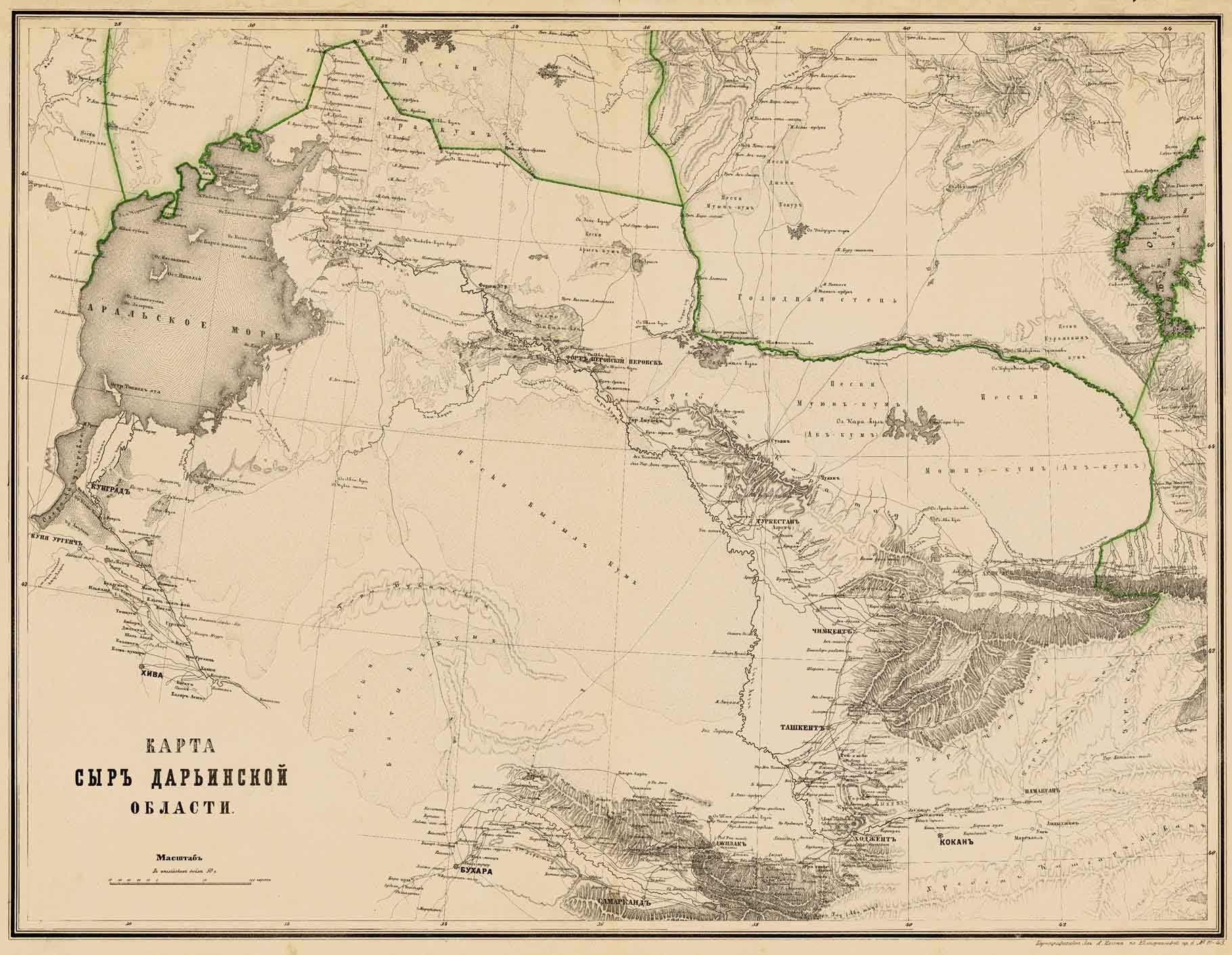
Kaart van oblast Syr-Darja in 1872

### Indeling
In 1867 werd Turkestan tot een apart generaal-gouvernement gemaakt, onder de eerste gouverneur-generaal Konstantin Petrovitsj Von Kaufman.
Dit generaal-gouvernement bestond aanvankelijk uit drie oblasten (provincies):
- oblast Syr Darja
- oblast Semiretsje (van de Semiretsje-Kozakken)
- okroeg Zeravsjan (militair district)

In 1873 werd het otdel (rayon) Amoe Darja, dat was veroverd op het kanaat Xiva, hieraan toegevoegd en in 1876 de oblast Fergana, dat werd gevormd uit de overblijfselen van het Kanaat Kokand na een opstand in 1875. Tussen 1881 en 1885 werd het gebied ten oosten van de Kaspische Zee veroverd door de generaals Skobelev en Annenkov (inclusief het emiraat Buchara in 1884 met de stad Merv) en toegevoegd in 1894 aan het generaal-gouvernement als de oblast Transkaspië. De oblast Samarkand werd afgescheiden van de oblast Syr-Darja in 1887. Toenemende spanningen met het Britse Rijk verhinderden echter een verdere expansie.

### Regering
De Russische heerschappij over Centraal-Azië was verdeeld over twee gouvernementen: Turkestan en Steppen. Daarnaast bestonden de semikoloniale emiraten Buchara (vanaf 1868 vazalstaat) en Xiva (vanaf 1873 vazalstaat), waarvan het Russische Rijk de buitenlandse politiek bepaalde. Onder de Russische regering moest allereerst elke reis worden goedgekeurd door het Russische militaire regime. Later moest ook elke verandering van woonplaats, de aankoop van onroerend goed en elke beroepsuitoefening in vreemd gebied worden goedgekeurd door de Russen. Elk dorpshoofd moest nu worden goedgekeurd door de Russen, zodat niet langer de meest aanzienlijken en meest rechtvaardigen werden gekozen maar de meest rijken.
Het bestuur van het generaal-gouvernement Turkestan had een bijna compleet militair karakter. Nadat von Kaufman in 1882 was gestorven, werd een commissie opgericht onder geheim adviseur Fjodor Girs (broer van Nikolaj de Giers) die door het gebied toerde en voorstellen opstelde voor hervormingen, die vervolgens werden ingevoerd na 1886. In 1888 kwam de nieuwe Trans-Kaspische spoorlijn, die in 1877 was gestart bij Oezoen-Ada aan de kust van de Kaspische Zee, gereed tot aan Samarkand. Het generaal-gouvernement bleef desondanks een geïsoleerde koloniale uithoek, met een bestuur dat veel kenmerkende zaken van de voorgaande islamitische regimes in stand hield, zoals de hoven van de qadi's en een 'inheems' bestuur dat veel macht delegeerde aan de lokale 'aksakals' (ouderen of hoofdmannen). Dit was een groot verschil met Europees Rusland. In 1908 leidde graaf Konstantin Pahlen een nieuwe hervormingscommissie naar Turkestan, die in 1909-1910 een beroemd rapport publiceerde dat de problemen met bestuurlijke corruptie en inefficiëntie tot in detail aangaf.

### Onderwijsproblematiek
Aan het einde van de 19e eeuw waren er 5000 basisscholen en 400 madrassa's in Turkestan. De Russische regering probeerde deze echter door het terugtrekken van de subsidies (ze werden gewoonlijk uit donaties betaald) op te heffen en de carrièremogelijkheden ermee onmogelijk te maken. Ze zetten in plaats daarvan scholen op waar (deels) Russisch werd gesproken. In 1915 waren hier 90 van. De inwoners van Turkestan hadden bovendien grote moeite met het sturen van studenten naar niet-Russische scholen, omdat op moderne niet-Russische scholen noch de Russen noch (met name in het emiraat Buchara) de orthodoxe geestelijkheid binnen het lesprogramma pasten. Zo wilde bijvoorbeeld Achmed Ma'zum Kalla (1816-1896) naast geschiedenis en literatuur ook natuurwetenschappen opnemen in het lesprogramma van de niet-Russische scholen. Mir Abdoel-Karim Boechari, de gezant van de emir in Istanboel, probeerde daarom een intellectuele verbinding op te zetten.
Het grootste succes hadden echter de moellah Dzjorabaj en zijn navolgers, die vanaf 1901, naar de ideeën van de radicale Krimtataar Ismail Bei Gasprinski, nieuwe scholen stichtten. Tot 1914 ontstonden meer dan 100 van deze hervormerscholen (jadididisme).

### Russische kolonisatie en conflicten
In 1897 bereikte de spoorlijn Tasjkent en uiteindelijk, in 1906, kwam er een directe spoorverbinding met Europees Rusland over de steppe van Orenburg naar Tasjkent. Hierdoor kwamen aanzienlijk grotere groepen Slavische kolonisten naar het gebied dan tot dan toe het geval was geweest. Hun vestiging werd overzien door een speciaal daarvoor opgezette Migratieafdeling in Sint-Petersburg (Переселенческое Управление). In totaal kwamen 1,2 miljoen Russische boeren en 300.000 kozakken naar het gebied. Dit zorgde voor ontevredenheid onder de lokale Kirgizische, Kazachse en Sartische bevolking, omdat deze kolonisten het schaarse land en waterbronnen van hen afnamen. Deze onteigeningen betroffen de beste landen, welke daarna soms slecht bewerkt of weer verpacht werden aan de lokale bevolking. De Russen verplaatsten hiermee ongeveer 40% van de bevolking in de steppegebieden, 20% van de bevolking van het Zevenstromenland en 4% van de bevolking van de geïrrigeerde gebieden.

### Economische politiek
Een belangrijk element van de Russische economische politiek werd beschreven door Aleksandr Krivosjeïn, die rond 1913 aan het hoofd stond van Landontginning en Landbouw van de Raad van State, beschreven als "Elke overschottige poed Turkestaanse tarwe is een concurrent voor de Russische en Siberische tarwe, elke poed Turkestaanse katoen een concurrent voor de Amerikaanse katoen." Tot 1900 zorgde Turkestan daarop voor 32,6% in de Russische katoenbehoefte, in 1914 voor de helft en in 1916 voor 100%. Daarentegen werd Turkestan afhankelijk van tarwe-importen, wat tijdens de Eerste Wereldoorlog, toen de tarwe-export vanuit Rusland naar Turkestan stopte, zorgde voor een hongersnood, die gebruikt werd voor de versterking van de sovjetheerschappij in het gebied.
In 1916 waren er 26 katoenfabrieken, 14 metaalverwerkingsfabrieken, 226 levensmiddelenfabrieken en 200 werkplaatsen in het generaal-gouvernement Turkestan. In het generaal-gouvernement van de Steppen hadden de werkplaatsen en fabrieken samen 27.146 arbeiders, waarvan 10% bestond uit Turkestanen, die slechts zelden werkten als vakarbeider. Er werden in Turkestan kredietbanken gesticht, spoorlijnen (in 1888 door Samarkand en tot 1905 van Orenburg naar Tasjkent) en moderne irrigatiesystemen (projecten voor het zogenoemde Romanovkanaal tegen 1900 en meerdere dammen in de Murgab bij Merv, of onsuccesvolle pogingen tot bewatering van de Hongersteppe) aangelegd. Het waren de eerste grote irrigatie-installaties sinds honderden jaren en er stonden nog grotere of illusionaire projecten gepland. Technologisch probeerde men onder andere de cultivering van wijnbouw en suikerbieten te introduceren, maaimachines en koelsystemen voor vleestransporten te introduceren en de zijdehandel en het fruitdrogingsproces te verbeteren. In de stadsbouw werd vooral Tasjkent aangepakt, waar gouverneur-generaal Konstantin von Kaufmann († 1882) en zijn navolgers brede straten lieten aanleggen, vele overheidsgebouwen lieten bouwen en een krant stichtten.

### Basmatsjiopstand
De Russische heerschappij werd niet zonder tegenstand aanvaard: van 1901 tot 1915 waren er maar liefst 13 massaoproeren. In 1916 groeide de ontevredenheid onder de lokale bevolking uit tot de Basmatsjiopstand (of Centraal-Aziatische Opstand), waarvoor de aanleiding werd gevormd door een decreet dat de dienstplicht oplegde aan de inheemse bevolkingsgroepen in de vorm van werkbataljons voor de Eerste Wereldoorlog. Hiervan waren ze namelijk tot die tijd vrijgesteld. Bij de opstand werden volgens een bron 4725 Russische kolonisten vermoord. Dit leidde tot Russische vergeldingsacties, vooral tegen de nomadische bevolking. Hierbij kwamen ten minste 205.000 Turkestanen om het leven, werden 168.000 naar Siberië verbannen, raakten 300.000 mensen tot vluchteling en werden ten minste 50 dorpen in de buurt van Samarkand verbrand. De volledige mobilisatie van Turkestan mislukte echter.
Ten tijde van de Februarirevolutie in 1917 was de orde nog niet geheel hersteld. Er ontstonden toen opstanden. In april 1917 kwam een commissie van Turkestaanse moslims samen om te vergaderen over de toekomst van Centraal-Azië. Aan het einde van 1917 waren er maar liefst 8 regeringen met 6 verschillende nationale stromingen:
- de twee emiraten Buchara en Xiva;
- twee nationale gedeeltelijk-autonome staten: Alaş Orda en de Jadid in Kokand;
- het grotendeels Russische Commissariaat der sovjets in Tasjkent;
- De Witten in Omsk (vanaf juni 1918: Voorlopige Regering van Autonoom Siberië);
- Een kozakkenstaat in de Zuidelijke Oeral.

De periode na 1917 bleek al snel een nieuwe bloedige periode in de Turkestaanse geschiedenis, daar de bolsjewieken van de sovjet van Tasjkent, die bijna alleen bestond uit Russische soldaten en spoorwegarbeiders en geen islamitische leden had, een aanval lanceerden op de autonome Jadid-regering in Kokand begin 1918, waarbij 14.000 mensen werden gedood. Daarnaast trok de Turkse nationalist Enver Pasja in 1920 door Centraal-Azië met een plan om de Basmatsji te interesseren voor zijn pan-turkistische "Groot Turan". Hij werd uiteindelijk verslagen bij Doesjanbe door het Rode Leger. Verzet tegen de bolsjewieken door de lokale bevolking (door Sovjethistorici veroordeeld als Basmatsjy of Banditry) gingen door tot ver in de jaren '20. De laatste eenheden werden pas in de jaren 30 uitgeschakeld.

## Sovjetperiode en huidige bestuurlijke indeling
Na de Oktoberrevolutie van 1917 werd de Turkestaanse Autonome Socialistische Sovjetrepubliek van de Sovjet-Unie opgezet. Deze werd in 1924 opgedeeld in de Kazachse Socialistische Sovjetrepubliek (nu Kazachstan), Turkmeense Socialistische Sovjetrepubliek (nu Turkmenistan) en de Oezbeekse Socialistische Sovjetrepubliek (nu Oezbekistan). De Tadzjiekse Socialistische Sovjetrepubliek (nu Tadzjikistan) werd in 1928 geformeerd uit een gedeelte van de Oezbeekse SSR en een paar jaar later werd de Kirgizische Socialistische Sovjetrepubliek (nu Kirgizië) afgescheiden van de Kazachse SSR.
Na het uiteenvallen van de Sovjet-Unie verklaarden al deze SSR's zich tot onafhankelijke republieken.

## Gouverneurs-generaal van Turkestan

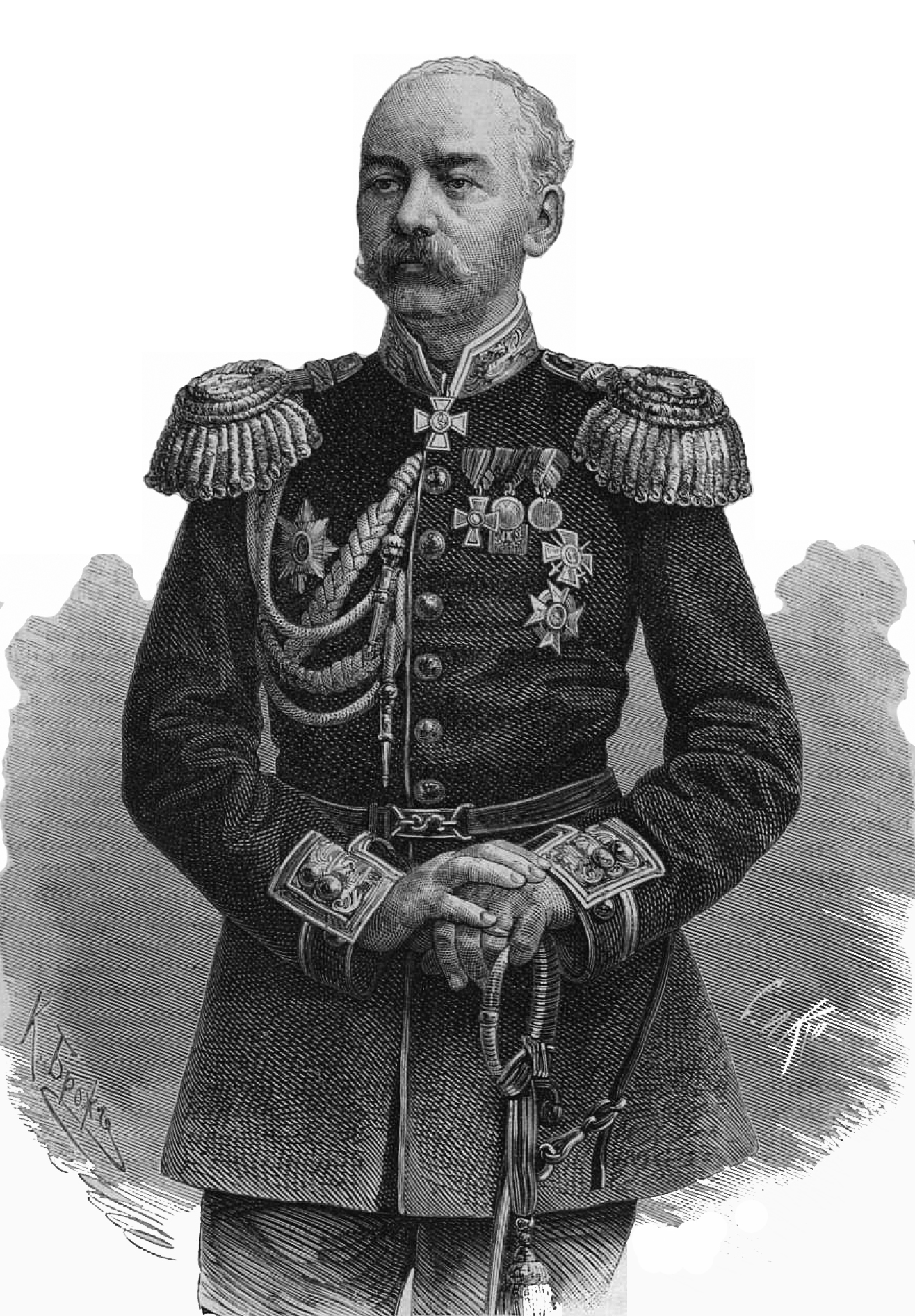
Von Kaufmann

- K.P. von Kaufmann (* 1818 - † 1882) - 14 juli 1867 - 3 mei 1882
- M.G. Tsjernjajev (* 1828 - † 1898) - 25 mei 1882 - 21 februari 1884
- N.O. Rosenbach (* 1836 - † 1901) - 21 februari 1884 - 28 oktober 1889
- A.B. Vrevski (* 1834 - † 1910) - 28 oktober 1889 - 17 maart 1898
- S.M. Doechovskoj (* 1838/ †1901) - 28 maart 1898 - 1 januari 1901
- N.A. Ivanov (* 1842 - † 1904) - 23 januari 1901 - 18 mei 1904
- N.N. Tevjasjov (* 1841 - † 1905) - 22 juni 1904 - 24 november 1905
- D.I. Soebotitsj (* 1851 - † 19??) - 28 november 1905 - 15 augustus 1906
- N.I. Grodekov (* 1843 - † 1913) - 15 december 1906 - 8 maart 1908
- P.I. Misjtsjenko (* 1853 - † 1919) - 2 mei 1908 - 17 maart 1909
- A.V. Samsonov (* 1859 - † 1914) - 17 maart 1909 - augustus 1914
- F.V. von Martson: augustus 1914 - juni 1916
- A.N. Koeropatkin (* 1848 - † 1925) - 21 juli 1916 - 31 maart 1917